# Ньюарк-Веллі (Нью-Йорк)
Ньюарк-Веллі (англ. Newark Valley) — місто (англ. town) в США, в окрузі Тайога штату Нью-Йорк. Населення — 3642 особи (2020).

## Демографія
Згідно з переписом 2010 року, у місті мешкало 3946 осіб у 1537 домогосподарствах у складі 1100 родин. Було 1678 помешкань
Расовий склад населення:
| - 97,9 % — білих - 0,6 % — азіатів - 0,2 % — корінних американців - 0,2 % — чорних або афроамериканців |

До двох чи більше рас належало 0,8 %. Частка іспаномовних становила 1,0 % від усіх жителів.
За віковим діапазоном населення розподілялося таким чином: 24,4 % — особи молодші 18 років, 60,7 % — особи у віці 18—64 років, 14,9 % — особи у віці 65 років та старші. Медіана віку мешканця становила 42,3 року. На 100 осіб жіночої статі у місті припадало 101,2 чоловіків;  на 100 жінок у віці від 18 років та старших — 102,4 чоловіків також старших 18 років.
Середній дохід на одне домашнє господарство  становив 94 562 долари США (медіана — 65 313), а середній дохід на одну сім'ю — 109 184 долари (медіана — 76 623). Медіана доходів становила 60 809 доларів для чоловіків та 46 250 доларів для жінок. За межею бідності перебувало 5,7 % осіб, у тому числі 2,7 % дітей у віці до 18 років та 3,4 % осіб у віці 65 років та старших.
Цивільне працевлаштоване населення становило 1736 осіб. Основні галузі зайнятості: освіта, охорона здоров'я та соціальна допомога — 23,7 %, виробництво — 18,3 %, роздрібна торгівля — 15,5 %.